# 뉴 할리우드
뉴 할리우드(New Hollywood)는 1960년대 후반부터 1980년대 초반까지의 신세대 감독들이 주역으로 미국 영화사에서 발생한 사조와 운동을 가리킨다. 다른 말로 아메리카의 새물결(American New Wave)와 할리우드 르네상스(Hollywood Renaissance)가 있다. 당시 감독들은 영화 장르, 제작기법 및 제작사의 접근방식에 지대한 영향을 끼쳤다. 뉴 할리우드 영화에서는 제작사가 아닌 영화 감독이 주도하는 작가주의가 대세였다.
'뉴 할리우드'에 대한 정의는 저자마다 다르며 일각에선 운동이 아닌 일정기간을 가리키는 단어로 사용한다. 지속기간과 사조의 분류 또한 저자들마다 의견이 갈린다. 이 당시 영화들은 고전적 할리우드 영화에서 크게 벗어난 이야기 구조가 특징이다. 당시 스튜디오 시스템이 쇠퇴하고 텔레비전이 부상해 변한 환경을 타 성장했다.
뉴 할리우드 시대 초기에 성공한 대표영화들로 1960년대 말과 1970년대 초 개봉한 《우리에게 내일은 없다》, 《졸업》, 《로즈메리의 아기》, 《살아있는 시체들의 밤》, 《와일드 번치》, 《이지 라이더》가 있다. 이후 《뉴욕 뉴욕》, 《소서러》, 《천국의 문》, 《뉴욕의 연인들》, 《마음의 저편》등 1970년대 말과 1980년대 초 개봉한 영화들이 상업적 실패를 거두면서 시대의 막이 내렸다.

## 주요 인물

### 배우
- 우디 앨런[2]
- 러네이 오베어전와[3]
- 네드 비티[4]

### 감독
- 존 카펜터[5]
- 리들리 스콧[5]

## 주요영화
다음 목록은 '뉴 할리우드' 작품 중 대체적으로 주요하다고 고려되는 작품들이다.
- 닥터 스트레인지러브 (1964)[6] ≈
- 미키 원[7]
- 체이스 (1966)[8]
- 누가 버지니아 울프를 두려워하랴 (1966)[9] ≈
- 와일드 엔젤 (1966)[10]
- 세컨즈 (1966)[11][12] ≈
- 더 슈팅 (1966)[13][14]
- 바람 속의 질주 (1966)[15][14]
- 유어 빅 보이 나우 (1966)[16]
- 제이슨의 초상 (1967)[17] ≈
- 밤의 열기 속으로 (1967)[18][17] ≈
- 우리에게 내일은 없다 (1967)[19][20][21][22][23] ≈
- 졸업 (1967)[19][24][20][22][25] ≈
- 인 콜드 블러드 (1967)[26][27] ≈
- 황금 눈에 비친 모습 (1967)[28][25] ≈
- 폭력 탈옥 (1967)[29] ≈
- 누가 내 문을 두드리는가? (1967)[30]
- 특공대작전 (1967)[31][20][32]
- 돌아보지 마라 (1967)[20] ≈
- 포인트 블랭크 (1967)[33][27] ≈
- 환각특급 (1967)[7]
- 데이빗 홀즈먼의 일기 (1967)[34] ≈
- 타겟 (1968)[35][6]
- 심바이오사이코택시플라즘 (1968)[6] ≈
- 얼굴들 (1968)[36][6] ≈
- 애증의 세월 (1968)[37]
- 일망타진 (1968)[38]
- 그리팅 (1968)[39][27]
- 2001: 스페이스 오디세이 (1968)[40][41][23] ≈
- 혹성탈출 (1968)[42] ≈
- 페출리아 (1968)[40][27]
- 로즈메리의 아기 (1968)[6] ≈
- 토마스 크라운 어페어 (1968)[43]
- 블리트 (1968)[44][45] ≈
- 살아있는 시체들의 밤 (1968)[46] ≈
- 헤드 (1968)[47][6]
- 다운힐 레이서 (1969)[6]
- 앨리스의 레스토랑 (1969)[33][27]
- 이지 라이더 (1969)[48][47][6][22][49][23]≈
- 미디엄 쿨 (1969)[48][6] ≈
- 미드나잇 카우보이 (1969)[19][27][21][23] ≈
- 퍼트니 스워프 (1969)[50] ≈
- 레인 피플 (1969)[51]
- 굿바이, 컬럼버스 (1969)[52]
- 돈을 갖고 튀어라 (1969)[38]
- 와일드 번치 (1969)[9][27] ≈
- 파트너 체인지 (1969)[9]
- 내일을 향해 쏴라 (1969)[31][24] ≈
- 그들은 말을 쏘았다 (1969)[51]
- 완다 (1970)[34][53][54][55][23] ≈
- 남편들 (1970)[56]
- 밴드의 소년들 (1970)[52]
- 이상한 나라의 알렉 (1970)[51]
- 캐치 22 (1970)[51]
- 매시 (1970)[57][27][25] ≈
- 러브 스토리 (1970)[24][14]
- 에어포트 (1970)[24][14]
- 분노의 함성 (1970)[9]
- 러빙 (1970) (1970)[58]
- 주인님 (1970)[59]
- 켈리의 영웅들 (1970)[32]
- 잃어버린 전주곡 (1970)[39][47][6][25][49] ≈
- 작은 거인 (1970)[48][27]
- 운명의 맥클라우드 (1970)[60]
- 조 (1970)[9]
- 우드스탁: 사랑과 평화의 3일 (1970)[14][61] ≈
- 케이블 호그의 발라드 (1970)[7]
- 자브리스키 포인트 (1970)[48][14][61][62]
- 김미 셀터 (1970)[34]
- 뉴 리프 (1971)[63]≈
- 운전하라, 그가 말했다 (1971)[47][6]
- 지붕 위의 바이올린 (1971)[9]
- 백색 공포 (1971)[58]
- 어둠 속에 벨이 울릴 때 (1971)[38]
- 콜걸 (1971)[64]
- 매혹당한 사람들 (1971)[65]
- 안전한 곳 (1971)[47][6]
- 맥케이브와 밀러 부인 (1971)[6][62][23]≈
- 애정과 욕망 (1971)[66]
- 그런 좋은 친구들 (1971)[67]
- 자유의 이차선 (1971)[48][68][6][62]≈
- 종합병원 (1971)[69]≈
- 마지막 영화 (1971)[48][14]
- 마지막 영화관 (1971)[39][47][6][21][49][23]≈
- 프렌치 커넥션 (1971)[42][23]≈
- 시계태엽 오렌지 (1971)[70]≈
- 더티 해리 (1971)[38]≈
- 해롤드와 모드 (1971)[71][14][23]≈
- 어둠의 표적 (1971)[9][6]
- 스윗 스윗백스 배다스 송 (1971)[48][53][72]≈
- THX 1138 (1971)[73][14][62]
- 리틀 머더스 (1971)[52]
- 배니싱 포인트 (1971)[14]
- 빌리 잭 (1971)[74]
- 결투 (1971)[27]
- 갈등의 부부 (1972)[75]
- 카바레 (1972)[76]≈
- 서바이벌 게임 (1972)[77]≈
- 투모로우 (1972)[78]
- 포켓 머니(영어판) (1972)[65]
- 배드 컴퍼니 (1972)[78]
- 왼편 마지막 집 (1972)[79]
- 팻 시티 (1972)[80][62]
- 프리츠 더 캣 (1972)[9][81]
- 환상 속의 사랑 (1972)[51]
- 포세이돈 어드벤처 (1972)[24]
- 죽음의 순례자 (1972)[51]
- 대부 (1972)[40][24][82][83]≈
- 주니어 보너 (1972)[78]
- 바바라 허시의 공황 시대 (1972)[84]
- 킹 오브 마빈 가든스 (1972)[39][47][6][49]
- 왓츠 업 덕 (1972)[39]
- 파리에서의 마지막 탱고 (1972)[85]
- 페이데이 (1972)[52]
- 사운더 (1972)[86]≈
- 헤비 트래픽 (1973)[87]
- 청춘 낙서 (1973)[24]≈
- 황무지 (1973)[39][6][62][23]≈
- 딜린저 (1973)[39]
- 에디 코일의 친구들 (1973)[88][6]
- 긴 이별 (1973)[89]≈
- 마지막 지령 (1973)[90]
- 비열한 거리 (1973)[91][6]≈
- 페이퍼 문 (1973)[92]
- 돌파구 (1973)[65]
- 라스트 아메리칸 히어로 (1973)[65]
- 관계의 종말 (1973)[93]
- 브리지 (1973)[7]
- 브룸 인 러브 (1973)[94]
- 형사 서피코 (1973)[95]
- 시스터스 (1973)[39][6]
- 슬리퍼 (1973)[38]
- 엑소시스트 (1973)[24]≈
- 허수아비 (1973)[34]
- 스팅 (1973)[24][82]≈
- 일렉트라 글라이드 인 블루 (1973)[65][96]
- 이색지대 (1973)[32]
- 이탈리아인 (1974)[6]
- 엘리스는 이제 여기 살지 않는다 (1974)[97][27]
- 보위와 키치 (1974)[98]
- 해리와 톤토 (1974)[27]
- 다크 스타 (1974)[39][62]
- 캘리포니아 스플릿 (1974)[40][99]
- 클린트이스트우드의 대도적 (1974)[100]
- 차이나타운 (1974)[101][27][82][23]≈
- 컨버세이션 (1974)[51][102]≈
- 대부 2 (1974)[38][82]≈
- 슈가랜드 특급 (1974)[101][74][27]
- 암살단 (1974)[51]
- 영향 아래 있는 여자 (1974)[103][6][23]≈
- 지하의 하이젝킹 (1974)[104]
- 타워링 (1974)[24]
- 브레이징 새들스 (1974)[38][24]≈
- 영 프랑켄슈타인 (1974)[38]≈
- 마음과 생각 (1974)[34][6][105]≈
- 텍사스 전기톱 학살 (1974)[34]
- 데스 위시 (1974)[34]
- 형사 콤비 후리비와 빈 (1974)[106]
- 헤스터 스트리트 (1975)[55]≈
- 뻐꾸기 둥지 위로 날아간 새 (1974)[104]
- 뜨거운 오후 (1975)[107][27][21][23]≈
- 콘돌 (1975)[108]
- 아이거 빙벽 (1975)[38]
- 래퍼티와 골드 더스트 자매 (1975)[78]
- 죠스 (1975)[109][24][110][83]≈
- 내쉬빌 (1975)[6][27]≈
- 스마일 (1975)[111][27]
- 나이트 무브 (1975)[111][27]
- 샴푸 (1975)[112][6][25]
- 부서진 세월 (1975)[113]
- 배리 린든 (1975)[114][62][6]
- 바람과 라이온 (1975)[39]
- 마침내 사랑 (1975)[115]
- 차이니즈 부키의 죽음 (1976)[6][62]
- 마이키와 닉키 (1976)[116]
- 모두가 대통령의 사람들 (1976)[117][27][23]≈
- 다음 정차는 그린위치 빌리지 (1976)[67][27]
- 캐리 (1976)[38][118][62]≈
- 강박관념 (1976)[109]
- 오멘 (1976)[119]
- 무법자 조시 웰즈 (1976)[38]≈
- 신이 내게 말하길 (1976)[120]
- 분노의 13번가 (1976)[120]
- 네트워크 (1976)[121][27]≈
- 록키 (1976)[24]≈
- 택시 드라이버 (1976)[101][27][82][22]≈
- 버팔로 빌과 인디언들 (1976)[122][123]
- 미래세계의 음모 (1976)[32]
- 애니 홀 (1977)[124][27][23]≈
- 미지와의 조우 (1977)[38]≈
- 이레이저 헤드 (1977)[39][23]≈
- 공포의 휴가길 (1977)[125]
- 건틀릿 (1977)[38]
- 고소공포증 (1977)[38]
- 살인 연극 (1977)[126][89]
- 시티즌 밴드 (1977)[67]
- 미스터 굿바를 찾아서 (1977)[127]
- 뉴욕 뉴욕 (1977)[128][118][115]
- 오프닝 나이트 (1977)[129]
- 토요일 밤의 열기 (1977)[109]≈
- 소서러 (1977)[130][27][83]
- 스타워즈 (1977)[38][118]≈
- 세 여인 (1977)[51][6][62]
- 걸프렌즈 (1978)[55]≈
- 독신녀 에리카 (1978)[27]
- 블루 칼라 (1978)[39][27]
- 귀향 (1978)[131]
- 출옥자 (1978)[7]
- 그리스 (1978)[109]≈
- 천국의 나날들 (1978)[39][120][6]≈
- 디어 헌터 (1978)[39][21]≈
- 투쟁의 날들 (1978)[132]
- 인테리어 (1978)[51]
- 빅 웬즈데이 (1978)[133]
- 핑거스 (1978)[134]
- 우주의 침입자 (1978)[135][62]
- 애니멀 하우스의 악동들 (1978)[109]≈
- 죽음의 가스 (1978)[32]
- 누가 이 비를 멈추랴 (1978)[120]
- 미드나잇 익스프레스 (1978)[136]
- 시체들의 새벽 (1978)[120]
- 할로윈 (1978)[38]≈
- 차이나 신드롬 (1979)[137]
- 에이리언 (1979)[46][82]≈
- 올 댓 재즈 (1979)[138][6]≈
- 용감한 변호사 (1979)[139]
- 금지구역 (1979)[62][22]
- 지옥의 묵시록 (1979)[101][27][82][83][23]≈
- 찬스 (1979)[140][6]≈
- 크레이머 대 크레이머 (1979)[141][62]
- 맨해튼 (1979)[142][27]≈
- 와이즈 블러드 (1979)[143][27]
- 1941 (1979)[144]
- 멜빈과 하워드 (1980)[39][27]
- 샤이닝 (1980)[38][62][82]≈
- 뽀빠이 (1980)[145][83]
- 브론코 빌리 (1980)[38]
- 성난 황소 (1980)[146][6][27]≈
- 제국의 역습 (1980)[147][82]≈
- 아메리칸 지골로 (1980)[62]
- 광란자 (1980)[148]
- 드레스드 투 킬 (1980)[109][6]
- 에어플레인 (1980)[38]≈
- 스타더스트 메모리스 (1980)[149][27]
- 천국의 문 (1980)[150][151][152][83][23]
- 세계사 (1981)[38]
- 필사의 추적 (1981)[153][27][6]
- 레이더스 (1981)[154][110][82]≈
- 커터스 웨이 (1981)[27]
- 레즈 (1981)[112][27]
- 뉴욕의 연인들 (1981)[27]
- 블레이드 러너 (1982)[155]≈
- E.T. (1982)[154]≈
- 마음의 저편 (1982)[156][157][27][118][115][83]
- 코미디의 왕 (1982)[158][159][160]
- 제다이의 귀환 (1983)[147]≈
- 럼블 피쉬 (1983)[62][6]
- 환상 특급 (1983)[161]

### 참조
- ≈ 표시는 미국 국립영화등기부 등재작

## 같이 보기
- 1960년대 반문화
- 시네필
- 엑스플로이테이션 영화
- 블랙스플로이테이션

## 참고 문헌
- Biskind, Peter (1998). 《Easy Riders, Raging Bulls: How the Sex-Drugs-And Rock 'N Roll Generation Saved Hollywood》. New York: Simon & Schuster. ISBN 978-0-684-85708-4.
- Biskind, Peter (1990). The Godfather Companion: Everything You Ever Wanted to Know About All Three Godfather Films (HarperPerennial)
- Belton, John (1993). 《American Cinema/American Culture》. New York: McGraw/Hill.
- Berliner, Todd (2010). 《Hollywood Incoherent: Narration in Seventies Cinema》. Austin, TX: University of Texas Press.
- Cook, David A. "Auteur Cinema and the film generation in 70s Hollywood", in The New American Cinema. Ed. by Jon Lewis. NY: Duke University Press, 1998, pp. 1–37
- Harris, Mark (2008). 《Pictures at a Revolution: Five Movies and the Birth of the New Hollywood》. New York: Penguin Press. ISBN 978-1-594-20152-3.
- Harris, Mark. Scenes from a Revolution: The Birth of the New Hollywood. Canongate Books, 2009.
- James, David E. Allegories of Cinema: American Film in the Sixties. NY: Princeton University Press, 1989, pp. 1–42
- Kael, Pauline. "Bonnie and Clyde", in For Keeps. Ed. by Pauline Kael. NY: Plume, 1994, pp. 141–57.
- Kael, Pauline. "Trash, Art, and the Movies", in Going Steady: Film Writings 1968–69. NY: Marion Boyers, 1994, pp. 87–129
- Kanfer, Stefan, "The Shock of Freedom in Films", Time Magazine, Dec 8, 1967, Accessed 25 April 2009,
- King, Geoff (2002). 《New Hollywood Cinema: An Introduction》. London: I.B. Tauris. ISBN 9781860647499.
- Kirshner, Jonathan. Hollywood's Last Golden Age: Politics, Society, and the Seventies Film in America. Ithaca: Cornell University Press, 2012. ISBN 978-0801478161
- Krämer, Peter (2005). 《The New Hollywood: From Bonnie and Clyde to Star Wars》. Wallflower Press. ISBN 978-1-904764-58-8.
- Langford, Barry (2010). 《Post-classical Hollywood: Film Industry, Style and Ideology Since 1945》. Edinburgh University Press. ISBN 978-0748638574.
- Road Trip to Nowhere: Hollywood Encounters the Counterculture, Jon Lewis, 2022
- Monaco, Paul (2001). 《The Sixties, 1960–69, History of American Cinema》. London: University of California Press.
- Schatz, Thomas (1993). 〈The New Hollywood〉.   Jim Collins, Hilary Radner and Ava Preacher Collins. 《Film Theory goes to the Movies》. New York: Routledge. 8–37쪽.
- Thompson, Kristin; Bordwell, David (2003). 《Film History: An Introduction》 2판. McGraw–Hill.
- New Wave, New Hollywood: Reassessment, Recovery and Legacy[깨진 링크(과거 내용 찾기)], Nathan Abram and Gregory Frame, 2021